# Grand Fond (Saint-Barthélemy)
Grand Fond est un quartier de Saint-Barthélemy dans les Caraïbes. Il est situé dans la partie sud-est de l'île entre Morne Rouge et Toiny.

## L'anse de Grand Fond
La côte de Grand Fond est sauvage, l'océan y est souvent déchaîné, provoquant courent et vagues puissantes qui viennent s’écraser sur le rivage. La baignade est par conséquent fortement déconseillée.
La plage de Grand Fond, à l'ambiance sauvage et préservée, demeure malgré tout le spot privilégié des surfeurs et des body boarders. Le paysage est dominé par des falaises escarpées et des formations rocheuses impressionnantes. Bordée par une longue barrière de corail, c'est la plage la plus mystérieuse de toute l'île. La baignade est également déconseillée à cause de nombreuses cayes et rochers qui sortent de l'eau. Cependant, ce havre de paix peut accueillir les promeneurs et les amateurs de randonnées et de méditation pour se ressourcer aux caresses du vent sur les galets, bercés par le bruit des vagues. Cette plage attire aussi de nombreux amoureux de coquillages, de corail et de galets,.
De Grand Fond à Grande Saline, en longeant Morne Rouge, est tracé le seul chemin de randonnée en pleine nature de Saint-Barthélemy. Le point culminant de la balade est la découverte des piscines naturelles creusées dans la roche. Situées à quinze minutes à pied de la plage de Grand Fond, ces petits bassins sont alimentés par les vagues de l'océan Atlantique. L'eau y est limpide et le contraste est saisissant avec la roche volcanique environnante.

## La faune et la flore
La Plage de Grand Fond est le point de départ de plusieurs sentiers de randonnée qui permettent d’explorer l’intérieur de l’île et ses espaces naturels préservés. Vous pourrez ainsi observer une grande diversité de plantes et d’animaux sauvages, tels que des oiseaux marins, des iguanes ou encore des tortues de mer.